# Gastmahl der Liebe
Gastmahl der Liebe (auch Das Gastmahl der Liebe oder Umfrage über Liebe; Originaltitel: Comizi d’amore) ist ein Dokumentarfilm des italienischen Regisseurs Pier Paolo Pasolini aus dem Jahr 1964.

## Ablauf
Von März bis November 1963 reiste Pasolini quer durch Italien, vom industrialisierten Norden bis zum archaischen Süden, um die Menschen an ihrem Arbeitsplatz oder in der Freizeit über die Liebe und ihre sexuellen Vorlieben zu befragen. Fünf Fragen stehen im Zentrum des Films: Wie stehen die Italiener zur öffentlichen Diskussion von Sexualität, wie zu Ehe und Scheidung, zu sexuellen Anomalien, zum neuen Gesetz das zur Schließung von Bordellen und verstärkter Straßenprostitution führt und zur sexuellen wie gesellschaftlichen Gleichstellung von Mann und Frau. Pasolini stellt seine Fragen absichtlich naiv. Aber gerade der Naivität der Fragen entspringt oft eine ernsthafte Auseinandersetzung, das Wunder des Kommunizierens. Abschnittweise taucht das Italien auf, für das Pasolini eine innige Liebe verspürt, aber auch die Abgründe des Vorurteils und der Unwissenheit, die tausend Widersprüche, die das Land ersticken und es manchmal menschenunwürdig machen.
Die Reise führt zu den Stränden am Meer, zu Mailänder Fabriken, zu Tanzlokalen, zum verschwiegenen Sizilien der Mafia wie auch in die wohlhabende und konformistische Emilia-Romagna. Ergänzt wird das Thema durch Gespräche mit Vertretern des kulturellen Lebens, die Pasolini manchmal mit denselben Fragen bedrängte, die er den Interviewten gestellt hat: Die Normalität der Homosexualität oder die sexuelle Freiheit und der Skandal. „Der Skandal ist im Grunde die Angst, die eigene Persönlichkeit zu verlieren. Skandal ist Konformismus“, so Moravia in einem Interview mit Pasolini.
Das letzte Kapitel beschreibt Pasolini im Off-Kommentar die Aufgabe des Regisseurs, namlich: Die „Aufgabe [...] jeglicher ideologischer Ambitionen, stattdessen ein Versuch, dem heißblütigen, unschuldigen und schwierigen Italien der Sechzigerjahre ein Denkmal zu setzen“.

## Produktion und Veröffentlichung
Drehorte waren Matera in der Basilikata, Camporeale bei Palermo, Palermo, Neapel und Rom. Die Dreharbeiten fanden von August bis September 1963 statt. Der Schwarzweißfilm wurde von den Kameraleuten Mario Bernardo und Tonino Delli Colli gefilmt. Für Delli Colli, Antonionis bevorzugter Kameramann, war es die fünfte Zusammenarbeit nach Pasolinis erstem Spielfilm Accattone von 1961, der in Italien einen heftigen Skandal in den Medien ausgelöst hatte. Nino Baragli, der ebenfalls erstmals in Accattone mit Pasolini
zusammengearbeitet hat, hat fast alle Filme Pasolinis editiert.
Die Premiere des Films fand am 26. Juli 1964 am Locarno Film Festival statt.
Kinostart in Deutschland war erst am 23. Juli 1982, als der Film vereinzelt in Programmkinos gezeigt wurde. 2007 veröffentlichte das Label Filmgalerie 451 eine DVD im italienischen Original mit deutschen Untertiteln, ergänzt um vier Pasolini-Trailer.

## Kritiken
Das Online-Journal OFDb.de widmet dem Film eine ausführliche und umfassende Analyse. In Pier Paolo Pasolinis „hochgradig amüsanter Dokumentation“, schreibt der Kritiker, demaskierten sich das puritanische, erzkatholische Italien der 1960er Jahre „in diesem faszinierenden Zeitdokument“ selbst, ohne viel wertendes Zutun des Regisseurs, der aber stellenweise auch mit offenkundiger Belustigung und gelegentlicher Fassungslosigkeit auf die Beantwortung seiner Fragen reagiere.
„Gastmahl der Liebe“ sei ein einzigartiges, entlarvendes Dokument einer Zeit, in der sich in Italien- aber auch in anderen europäischen Ländern […] offensichtlich Fuchs und Hase Gute Nacht sagten. „Ein Film der über seinen verqueren, aber unerschöpflichen Unterhaltungswert hinaus ein hochinteressantes Spiegelbild der gesellschaftlichen Marotten Italiens in einer wichtigen Dekade darstellt.“
Andreas Thomas von der Filmgazette schreibt in seiner Kritik, Pier Paolo Pasolini produziere laut Alberto Moravia in diesem Film etwas, was die Franzosen cinema verité nennen. Pasolini führe die Interviews „scherzend, improvisierend, eingedenk der Tatsache, dass, wenn er nicht die Wahrheit über die Sexualität und Ehe in Italien, so doch Wahrheiten über gesellschaftliche Rituale des Verschweigens sexueller Tabuthemen erfahren könnte“, und konstatiert: „Vor allem ist das „Gastmahl“ ein Film über den Humanisten Pasolini selbst, dessen Bedürfnis spürbar ist, direkt mit den Leuten auf der Straße zu sprechen, sie kennen zu lernen, der sein Italien liebt und es doch kulturell verfallen sieht“ und gibt dem Film 7 von 10 Sternen.